# Daytime Emmy Awards 2014

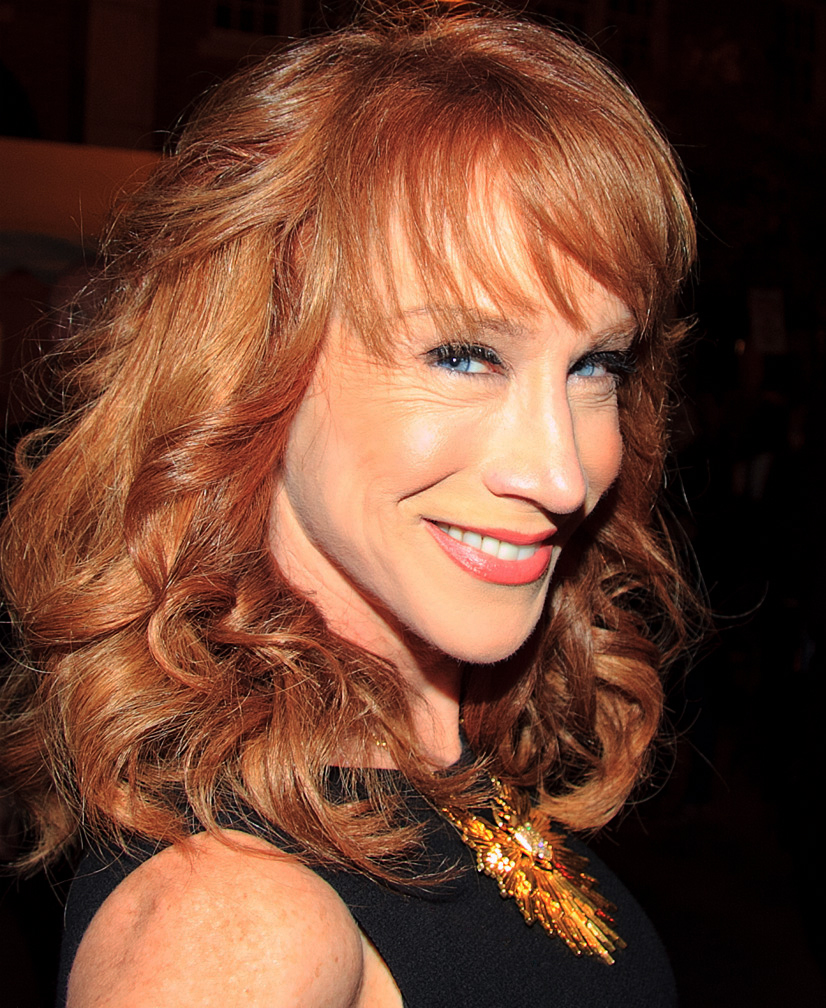
L'attrice e umorista Kathy Griffin ha presentato la 41ª edizione dei Daytime Emmy Awards

La cerimonia della 41ª edizione dei Daytime Emmy Awards (41st Daytime Emmy Awards) si è tenuta al Beverly Hilton Hotel di Beverly Hills il 22 giugno 2014.
Le candidature erano state annunciate il 1º maggio 2014.
La cerimonia è stata presentata da Kathy Griffin e trasmessa in streaming sulla piattaforma Livestream.
I Daytime Creative Arts Emmy Awards sono stati assegnati il 20 giugno 2014.

## Daytime Emmy Awards
Segue l'elenco delle categorie premiate durante la cerimonia principale del 22 giugno con i rispettivi candidati. I vincitori sono indicati in cima all'elenco di ciascuna categoria; i vincitori nelle categorie in cui si sono verificati ex aequo sono contrassegnati dal simbolo .

### Soap opera

#### Miglior serie drammatica
- Febbre d'amore (The Young and the Restless)
  - Beautiful (The Bold and the Beautiful)
  - Il tempo della nostra vita (Days Of Our Lives)
  - Una vita da vivere (One Life To Live)

#### Miglior attore protagonista in una serie drammatica
- Billy Miller – Febbre d'amore
  - Peter Bergman – Febbre d'amore
  - Doug Davidson – Febbre d'amore

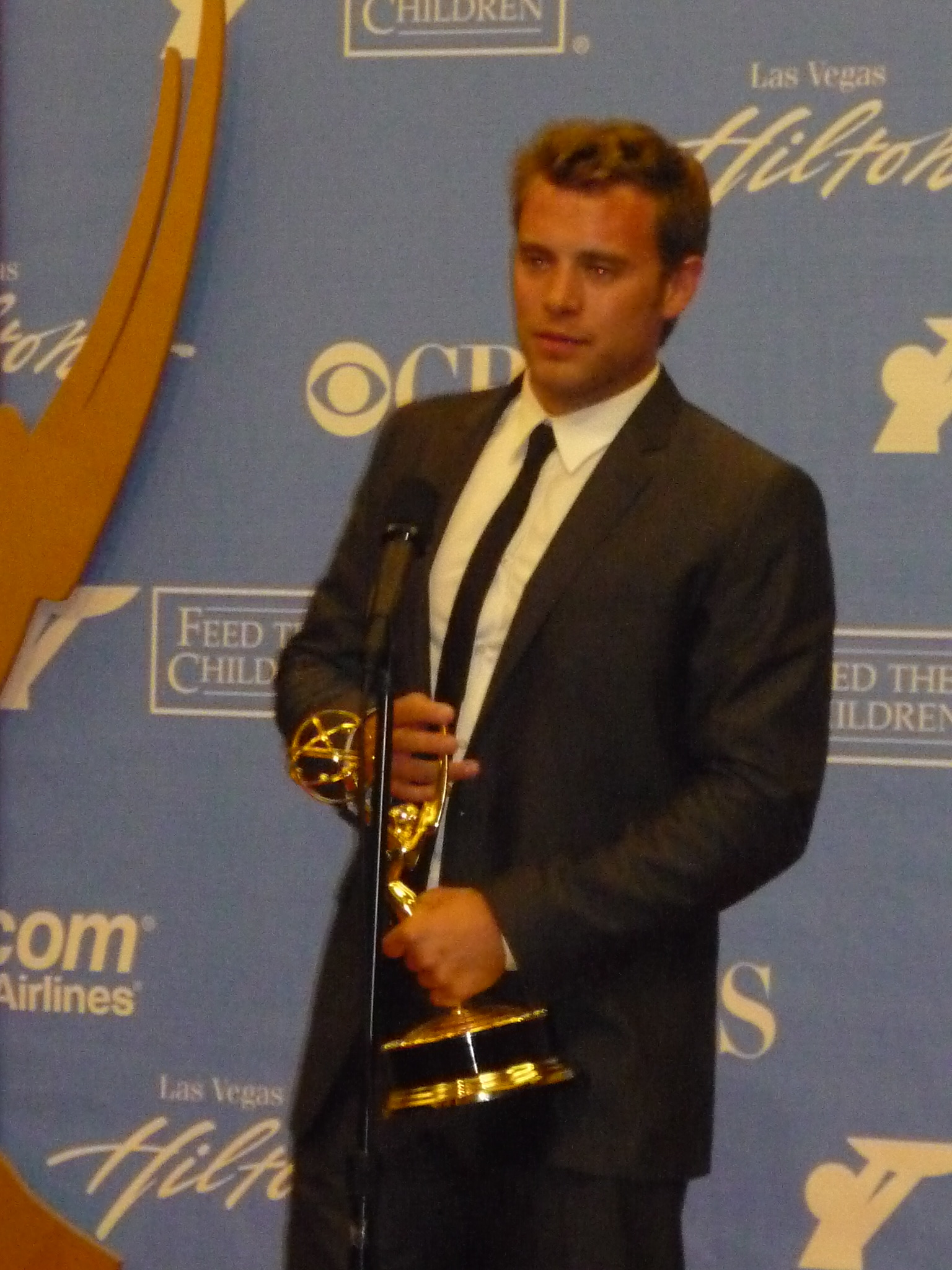
Billy Miller, miglior attore protagonista in una serie drammatica

  - Christian Leblanc – Febbre d'amore
  - Jason Thompson – General Hospital

#### Miglior attrice protagonista in una serie drammatica
- Eileen Davidson – Il tempo della nostra vita
  - Katherine Kelly Lang – Beautiful
  - Heather Tom – Beautiful
  - Arianne Zucker – Il tempo della nostra vita

#### Miglior attore non protagonista in una serie drammatica
- Eric Martsolf – Il tempo della nostra vita
  - Bradford Anderson – General Hospital
  - Steve Burton – Febbre d'amore
  - Scott Clifton – Beautiful
  - Dominic Zamprogna – General Hospital

#### Miglior attrice non protagonista in una serie drammatica
- Amelia Heinle – Febbre d'amore
  - Melissa Claire Egan – Febbre d'amore
  - Jane Elliot – General Hospital
  - Elizabeth Hendrickson – Febbre d'amore
  - Kelly Sullivan – General Hospital

#### Miglior giovane attore in una serie drammatica
- Chandler Massey – Il tempo della nostra vita
  - Bryan Craig – General Hospital
  - Chad Duell – General Hospital
  - Max Ehrich – Febbre d'amore
  - Daniel Polo – Febbre d'amore

#### Miglior giovane attrice in una serie drammatica
- Hunter King – Febbre d'amore
  - Kristen Alderson – General Hospital
  - Linsey Godfrey – Beautiful
  - Kim Matula– Beautiful
  - Kelley Missal – Una vita da vivere

#### Miglior team di registi di una serie drammatica
- Una vita da vivere
  - Beautiful
  - Febbre d'amore

#### Miglior team di sceneggiatori di una serie drammatica
- Febbre d'amore
  - Beautiful
  - Il tempo della nostra vita

### Programmi d'informazione e intrattenimento

#### Miglior talk show d'informazione
- Steve Harvey, in onda in syndication
  - The Chew, in onda sulla ABC
  - The Dr. Oz Show, in onda in syndication
  - Dr. Phil, in onda in syndication

#### Miglior talk show d'intrattenimento
- The Ellen DeGeneres Show, in onda in syndication
  - Live with Kelly and Michael, in onda in syndication
  - Rachael Ray, in onda in syndication
  - The Talk, in onda sulla CBS
  - The View, in onda sulla ABC

#### Miglior presentatore di un talk show
- Mehmet Öz – The Dr. Oz Show
- Katie Couric – Katie 
  - Rachael Ray – Rachael Ray
  - Julie Chen, Sara Gilbert, Sharon Osbourne, Aisha Tyler, Sheryl Underwood – The Talk
  - Whoopi Goldberg, Jenny Mccarthy, Sherri Shepherd, Barbara Walters  – The View

#### Miglior programma della mattina
- Good Morning America, in onda sulla ABC
  - CBS Sunday Morning, in onda sulla CBS
  - CBS This Morning, in onda sulla CBS
  - The Today Show, in onda sulla NBC

#### Miglior game show
- Jeopardy!, in onda in syndication
  - The American Bible Challenge, in onda su Game Show Network
  - The Chase, in onda su Game Show Network
  - Let's Make a Deal, in onda sulla CBS
  - The Price is Right, in onda sulla CBS
  - Wheel of Fortune, in onda in syndication

#### Miglior presentatore di un game show
- Steve Harvey – Family Feud
  - Wayne Brady – Let's Make a Deal
  - Jeff Foxworthy – The American Bible Challange
  - Todd Newton – Family Game Night

#### Miglior programma culinario
- The Mind of a Chef, in onda su PBS
  - A Moveable Feast with Fine Cooking, in onda su PBS
  - Beer Geeks, in onda in syndication
  - Bobby Flay's Barbecue Addiction, in onda su Food Network
  - Giada at Home, in onda su Food Network
  - My Grandmother's Ravioli, in onda su Cooking Channel

#### Miglior presentatore di un programma culinario
- Bobby Flay – Bobby Flay's Barbecue Addiction
  - Giada de Laurentiis – Giada at Home
  - April Bloomfield, Sean Brock – The Mind of a Chef
  - Rachael Ray – Rachael Ray's Week in a Day

#### Miglior programma legale
- The People's Court, in onda in syndication
  - Divorce Court, in onda in syndication
  - Judge Judy, in onda in syndication
  - Justice for All with Cristina Perez, in onda in syndication

#### Miglior programma d'infotainment
- Entertainment Tonight, in onda in syndication
- Extra, in onda in syndication 
  - Access Hollywood, in onda sulla NBC
  - E! News, in onda su E!
  - TMZ, in onda in syndication

#### Miglior serie drammatica - categoria nuovi approcci
- Venice The Series, in onda su venicetheseries.com
  - DeVanity, in onda su devanity.com
  - Tainted Dreams, in onda su YouTube.com
  - The Power Inside, in onda su YouTube.com

#### Miglior speciale
- The Young and the Restless: Jeanne Cooper Tribute, in onda sulla CBS
  - A World of Dreams: Voices From the OUT100, in onda su Here TV
  - Disney Parks Christmas Day Parade, in onda su ABC
  - mun2 News Special: Hecho en America, in onda su mun2

#### Miglior programma d'intrattenimento in spagnolo
- Clix, in onda su CNNE
  - Destinos, in onda su CNNE
  - El Gordo y la Flaca, in onda su Univision
  - Showbiz, in onda su CNNE

#### Miglior programma della mattina in spagnolo
- Un Nuevo Dia, in onda su Telemundo
  - Despierta America, in onda su Univision

#### Miglior talento della programmazione in spagnolo
- Rodner Fugueroa, corrispondente di El Gordo y la Flaca
  - Carlos Calderón, corrispondente di El Gordo y la Flaca
  - Alejandra Espinoza, corrispondente di El Gordo y la Flaca
  - Lili Estefan, co-conduttrice di El Gordo y la Flaca
  - Patricia Janiot, presentatrice di Nuestro Mundo